# Gravenskær
Gravenskær er et autoriseret stednavn og areal for et moseområde nordøst for Aslund Skov, Vester Hassing Sogn i Aalborg Kommune. Kæret ligger nær Øster Aslund